# دنیس رومدال
دنیس رومدال (به دانمارکی: Dennis Rommedahl) (زادهٔ ۲۲ ژوئیهٔ ۱۹۷۸) بازیکن فوتبال اهل کشور دانمارک است.
وی برای تیم ملی دانمارک ۱۲۱ بازی انجام داده و ۲۱ گل به ثمر رسانده‌است. پست تخصصی این بازیکن نیز، مهاجم است.